# Electronic Frontier Foundation
Pour le parti politique dont le sigle est également EFF, voir Combattants pour la liberté économique.
L’Electronic Frontier Foundation (EFF) est une ONG internationale de protection des libertés sur Internet basée à San Francisco, Californie.
Fondée en 1990 aux États-Unis par Mitch Kapor, John Gilmore, et John Perry Barlow, auteur de la Déclaration d'indépendance du cyberespace, l'EFF travaille à exposer les abus du droit encadrant Internet, organise des actions politiques et de l'envoi de mail en masse, avance des fonds pour la défense dans les procès, apporte son expertise comme amicus curiae, défend les individus et nouvelles technologies contre les menaces abusives de recours en justice, soutient certaines avancées technologiques qui préservent les libertés individuelles, et maintient une base de données et des sites internet indépendants qui relaient des nouvelles et conseils.

## Histoire

### Fondation

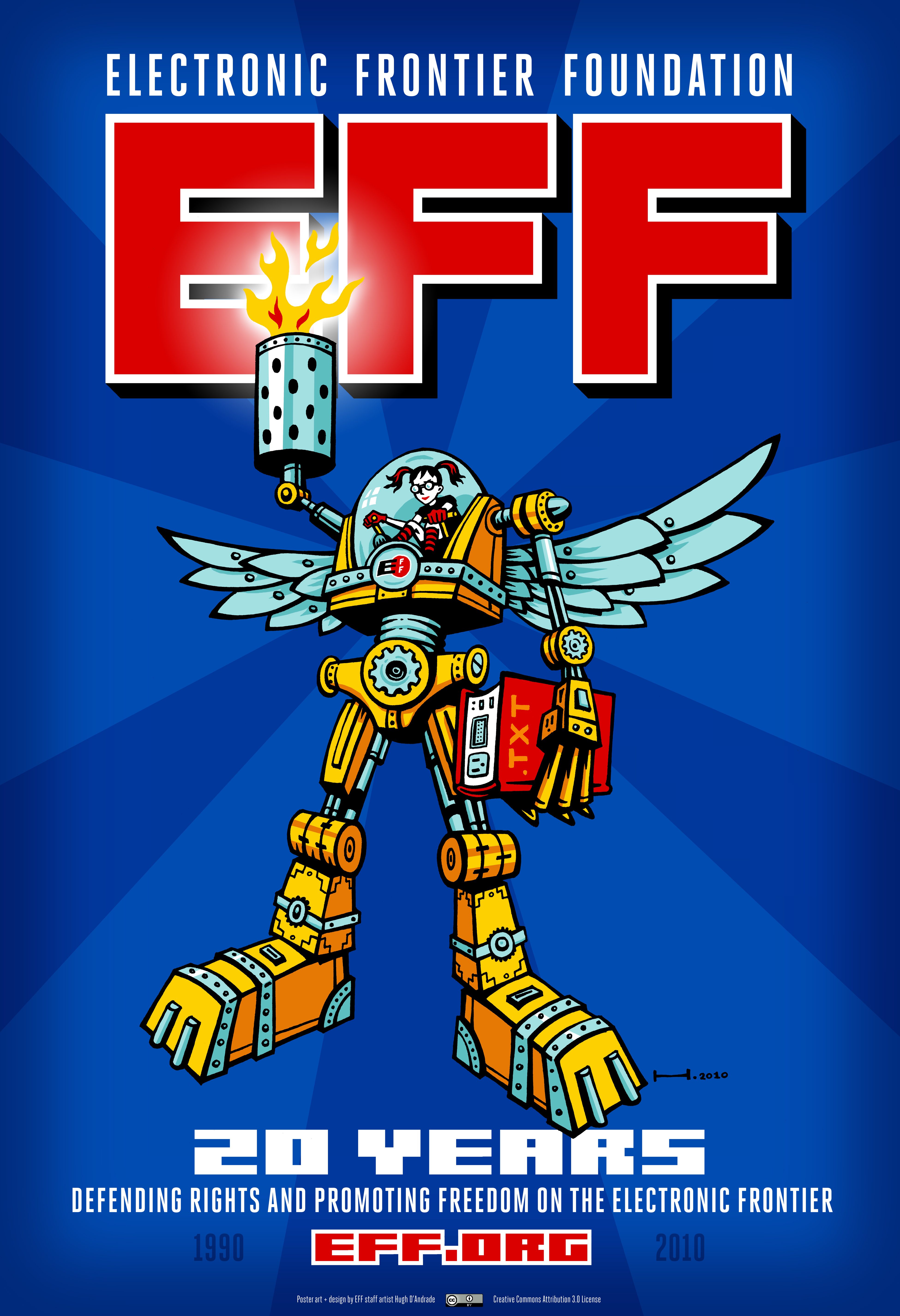
Poster créé par l'EFF en 2010 pour célébrer ses 20 ans.

Fondateurs de l'Electronic Frontier Foundation
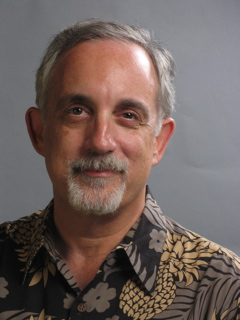
Mitch Kapor.
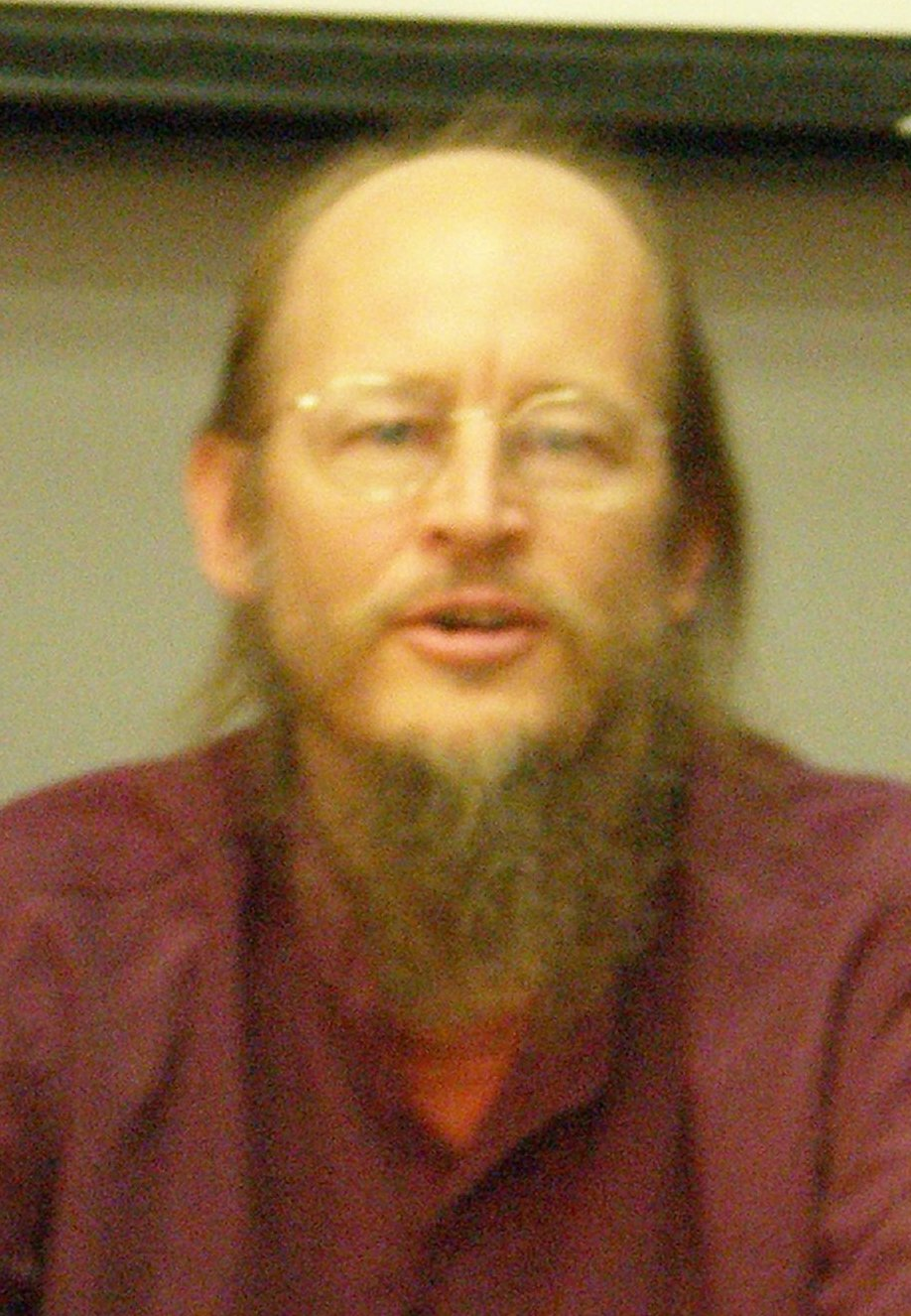
John Gilmore.
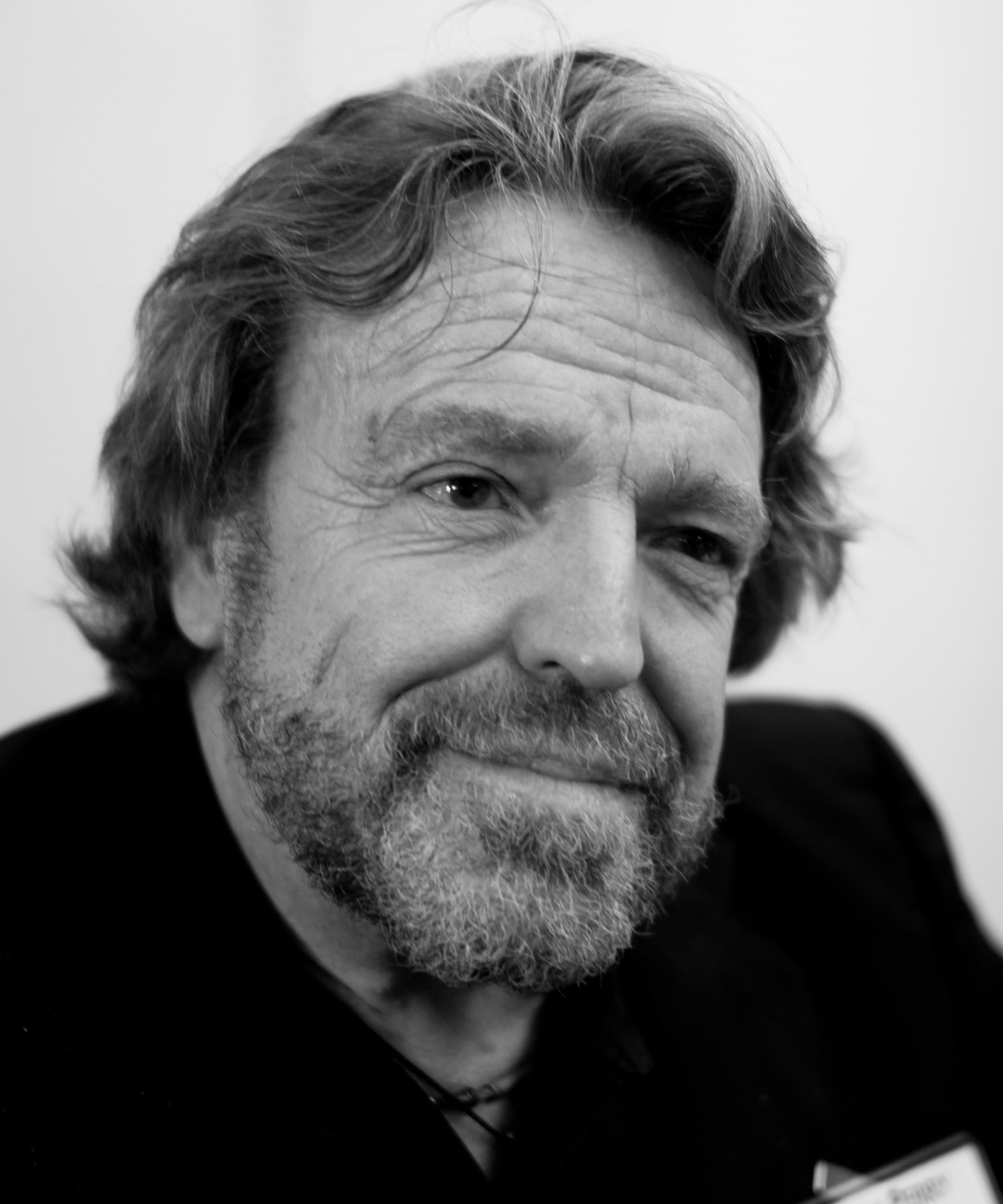
John Perry Barlow.

Cette section ne s'appuie pas, ou pas assez, sur des sources secondaires ou tertiaires indépendantes du sujet. Le texte peut contenir des analyses inexactes ou inédites de sources primaires.
Pour l'améliorer, ajoutez-en, ou placez des modèles {{Source secondaire souhaitée}} ou {{Source secondaire nécessaire}} sur les passages mal sourcés. (décembre 2022)
L'Electronic Frontier Foundation a été créée en juillet 1990 par John Gilmore, John Perry Barlow et Mitch Kapor en réponse à une série d'actions de plusieurs agences de sécurité qui leur firent comprendre que les autorités étaient terriblement ignorantes des formes émergentes de communication en ligne et qu'il était nécessaire de protéger davantage les libertés civiles sur Internet.
John Perry Barlow avait rencontré en avril 1990 un agent du Federal Bureau of Investigation (FBI) au sujet du vol et de la diffusion du code source d'une version de la mémoire morte du Macintosh. Il décrit la visite comme « rendue compliquée par le fait que [l'agent] connaissait assez mal l'informatique. Je me suis alors rendu compte qu'avant de pouvoir prouver mon innocence il faudrait d'abord que je lui explique ce que pouvait bien signifier être coupable. » Il sentit que cette expérience était symptomatique « d'un moment clef de confusion au niveau de l'État durant lequel les libertés de chacun devenaient un risque ».
Il publia alors un compte rendu de son expérience sur la communauté en ligne the WELL et fut contacté par Mitch Kapor, qui avait eu une expérience semblable. Tous deux tombèrent d'accord qu'il fallait défendre les libertés civiles sur Internet. Mitch Kapor accepta de financer tous les coûts associés à cette défense et ils prirent contact avec des avocats de New York, pour défendre plusieurs hackers d'un forum de discussion du magazine Harper's traitant de la liberté et des ordinateurs qui avaient été la cible de raids des services secrets.
Cette action les fit connaître et leur apporta le soutien financier de John Gilmore et Steve Wozniak. En juin 1990, Barlow publia en ligne « Crime & Puzzlement », un article dans lequel il annonçait la création d'une association chargée de « lever et investir des fonds pour la formation, le lobbying et le financement de procès dans la sphère du discours numérique et l'extension des droits inscrits dans la Constitution au cyberespace ».
Les statuts de l'Electronic Frontier Foundation furent déposés le 10 juillet 1990, par Kapor et Barlow. Gilmore, Wozniak et Stewart Brand furent bientôt élus au conseil de direction. Le financement initial fut apporté par Kapor, Wozniak et un mécène anonyme.
L'avocat américain Mike Godwin rejoignit l'organisation en 1990, suivi en 1991 par Esther Dyson et Jerry Berman. En 1992, Cliff Figallo devint directeur du premier bureau établi, à Cambridge, dans le Massachusetts. En décembre 1992, Jerry Berman devient le directeur exécutif de l'association dans ses nouveaux bureaux à Washington.

### Expansion et développement
En 1995, sous la direction de son directeur Lori Fena (en), l'association déménage à San Francisco, en Californie.
Jillian York est directrice pour la liberté d'expression de l'EFF. Elle est basée à Berlin, en Allemagne. Au sein de l'EFF, elle dirige Onlinecensorship.org et travaille sur la censure, la responsabilité des plateformes et la sécurité numérique.

## Activités
Cette section ne s'appuie pas, ou pas assez, sur des sources secondaires ou tertiaires indépendantes du sujet. Le texte peut contenir des analyses inexactes ou inédites de sources primaires.
Pour l'améliorer, ajoutez-en, ou placez des modèles {{Source secondaire souhaitée}} ou {{Source secondaire nécessaire}} sur les passages mal sourcés. (décembre 2022)
L'objectif essentiel de l'EFF est de défendre la liberté d'expression sur Internet, et plus largement la vie privée en ligne des utilisateurs. Pour accompagner ces derniers dans cette optique, EFF a notamment mis en place un guide spécialisé dans la protection contre l'espionnage en ligne, intitulé Autodéfense contre la surveillance. Ce guide pratique permet à l'usager d'évaluer le degré de risque qu'il encourt face à l'espionnage sur le web, et le guide afin qu'il puisse se protéger d'éventuelles intentions malveillantes, aussi bien de la part de hacker, que d'États-nations. Il se décompose sous la forme de différents guides, astuces, outils, qui tendent à conseiller l'utilisateur afin qu'il puisse sécuriser au maximum ses activités en ligne[source insuffisante].

### Room 641A
L'Electronic Frontier Foundation (EFF) a intenté un recours collectif (en) contre AT&T en janvier 2006, à la suite des révélations du lanceur d'alerte Mark Klein sur la présence de Room 641A, accusant la société de télécommunication d'avoir violé la loi et la vie privée de ses clients en collaborant avec la NSA dans une surveillance illégale massive du trafic Internet avec un programme d'écoute électronique et d'exploration de données de communications de citoyens américains. Rejetée par plusieurs juges fédéraux, la plainte a également été refusée par la Cour suprême des États-Unis.

### Secure Messaging Scorecard(SMS)
Au sein de cette bible de la protection en ligne, EFF, s'intéresse à plusieurs sujets différenciés, notamment aux communications en ligne via des systèmes de messageries électroniques. L'organisme a souhaité s'assurer de la sûreté des communications via différents systèmes de messageries — WhatsApp, Signal, Telegram entre autres. Les révélations en juin 2013 d'Edward Snowden mettent en lumière les activités souterraines des États qui se matérialisent par l'interception de communications transmises en clair. À la suite de ces révélations, une question ressort inlassablement : pourquoi les utilisateurs n'utilisent pas plus régulièrement des outils pour chiffrer leurs communications ?
Pour faire face à cette problématique, l'EFF, avec l'aide de Julia Angwin de chez ProPublica et Joseph Bonneau du Princeton Center for Information Technology Policy, ont collaboré pour lancer une campagne pour une cryptographie à la fois sécurisée et conviviale, qui prend la forme d'une fiche d'évaluation. La fiche d'évaluation de messagerie sécurisée, en anglais Secure Messaging Scorecard (SMS), examine des dizaines de technologies de messagerie et évalue chacune d'entre elles sur différents critères relatifs aux meilleures pratiques de sécurité. Les outils sur lesquels portent l'étude — clients de messagerie instantanée, messagerie texte, messagerie électronique ou encore les différentes technologies d'appels vidéo — sont utilisés au quotidien par les usagers pour communiquer aussi bien avec leurs amis, des membres de leurs familles ou des collègues.
D'un point de vue méthodologique[source insuffisante], différents critères ont été examinés dans l'évaluation de la sécurité des différents outils de communication analysés :
- Votre communication est-elle chiffrée en transit ?
- Votre communication est-elle chiffrée avec une clé à laquelle le fournisseur n'a pas accès ?
- Pouvez vous vérifier de façon indépendante l'identité de votre correspondant ?
- Les communications passées sont-elles sécurisées si vos clés sont volées ?
- Le code est-il ouvert à un examen indépendant ?
- La conception cryptographique est-elle bien documentée ?
- Un audit de sécurité indépendant a-t-il été conduit ?

## Prix
L’Electronic Frontier Foundation offre des prix de calcul coopératif[source insuffisante] afin d'encourager les internautes à contribuer à la résolution de problèmes scientifiques par le calcul distribué :
- 50 000 USD pour la découverte d'un nombre premier d'au moins un million de chiffre, remporté le 6 avril 2000 par le GIMPS[8].
- 100 000 USD pour la découverte d'un nombre premier d'au moins dix millions de chiffres. Le GIMPS a trouvé le 23 août 2008, M43 112 609, un nombre premier de 12 978 189 chiffres.
- 150 000 USD pour la découverte d'un nombre premier d'au moins cent millions de chiffres.
- 250 000 USD pour la découverte d'un nombre premier d'au moins un milliard de chiffres.

## Position vis-à-vis des brevets
Cette section ne s'appuie pas, ou pas assez, sur des sources secondaires ou tertiaires indépendantes du sujet. Le texte peut contenir des analyses inexactes ou inédites de sources primaires.
Pour l'améliorer, ajoutez-en, ou placez des modèles {{Source secondaire souhaitée}} ou {{Source secondaire nécessaire}} sur les passages mal sourcés. (décembre 2022)

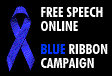
L'EFF utilise le ruban bleu pour symboliser leur défense de la liberté d'expression.

Pour l'EFF, certains brevets technologiques déposés dans le monde sont illégitimes : l'usage de la technologie brevetée est très courant et son apparition est peu documentée, mais des sociétés en revendiquent la propriété une fois celle-ci installée dans le quotidien de tous.
Voici une liste de brevets[source insuffisante] que l'EFF estime nuisibles au développement et à l'usage public.
- L'achat en ligne en un seul clic (brevet U.S. no 5 960 411.)
- Le caddie d'achat en ligne (brevet U.S. no 5 715 314.)
- L'hyperlien (brevet U.S. no 4 873 662.)
- La vidéo en direct (brevet U.S. no 5 132 992.)
- L'internationalisation des noms de domaine (brevet U.S. no 6 182 148.)
- Les fenêtres intruses (brevet U.S. no 6 389 458.)
- La bannière publicitaire ciblée (brevet U.S. no 6 026 368.)
- Le paiement en ligne par carte de crédit (brevet U.S. no 6 289 319.)
- La navigation avec cadres (brevet U.S. no 5 933 841 & 6 442 574.)
- Les liens affiliés (brevet U.S. no 6 029 141.)
- Le clic (de souris) sur un PDA (brevet U.S. no 6 727 830) - 27 avril 2004, par Microsoft
- La liste de travail dans un programme (brevet U.S. no 6 748 582) - juin 2004, par Microsoft
- Le téléchargement de mises à jour de logiciels ou listes antivirus[10] - par British Technology Group (en)
- L'émoticône « :-( » par Despair Inc. (marque déposée U.S. no 75502288) ; bien que la menace de poursuite judiciaire soit une farce, la marque est bel et bien déposée.
- Le format JPEG (brevet U.S. no 4 698 672) - octobre 1987, par Forgent Networks

### Outils soutenu par EFF
- Signal (application)
- Privacy Badger